# Mittellandkanal

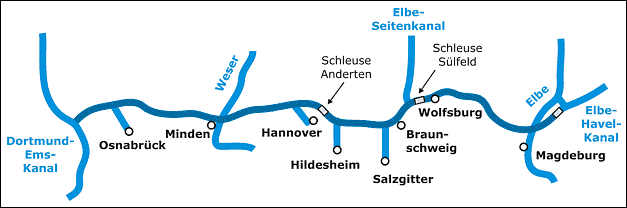
Mapa do Mittellandkanal.

O Mittellandkanal ou Canal Weser-Elba é uma via fluvial artificial com 325,7 km de extensão, o que a torna no mais longo canal da Alemanha. Liga o Canal Dortmund-Ems em Hörstel (perto de Rheine, e segue para norte junto da Floresta de Teutoburgo, passando por Hanôver e encontra-se com o Rio Elba perto de Magdeburg (52° 14′ 46″ N, 11° 44′ 49″ L).  Aí liga-se ao Canal Elba-Havel, possibilitando uma via fluvial contínua para Berlim e Polónia. 
Em Minden o canal cruza o Rio Weser por dois aquedutos (o segundo data de 1998), e perto de Magdeburg cruza o Elba, também por aqueduto. Canais laterais ligam-no a  Osnabrück, Hildesheim e Salzgitter. A oeste de Wolfsburg, o Elba-Seitenkanal ramifica-se, permitindo ligação a Hamburgo, e (via Canal Elba-Lübeck) ao Mar Báltico.

## Cidades no Mittellandkanal

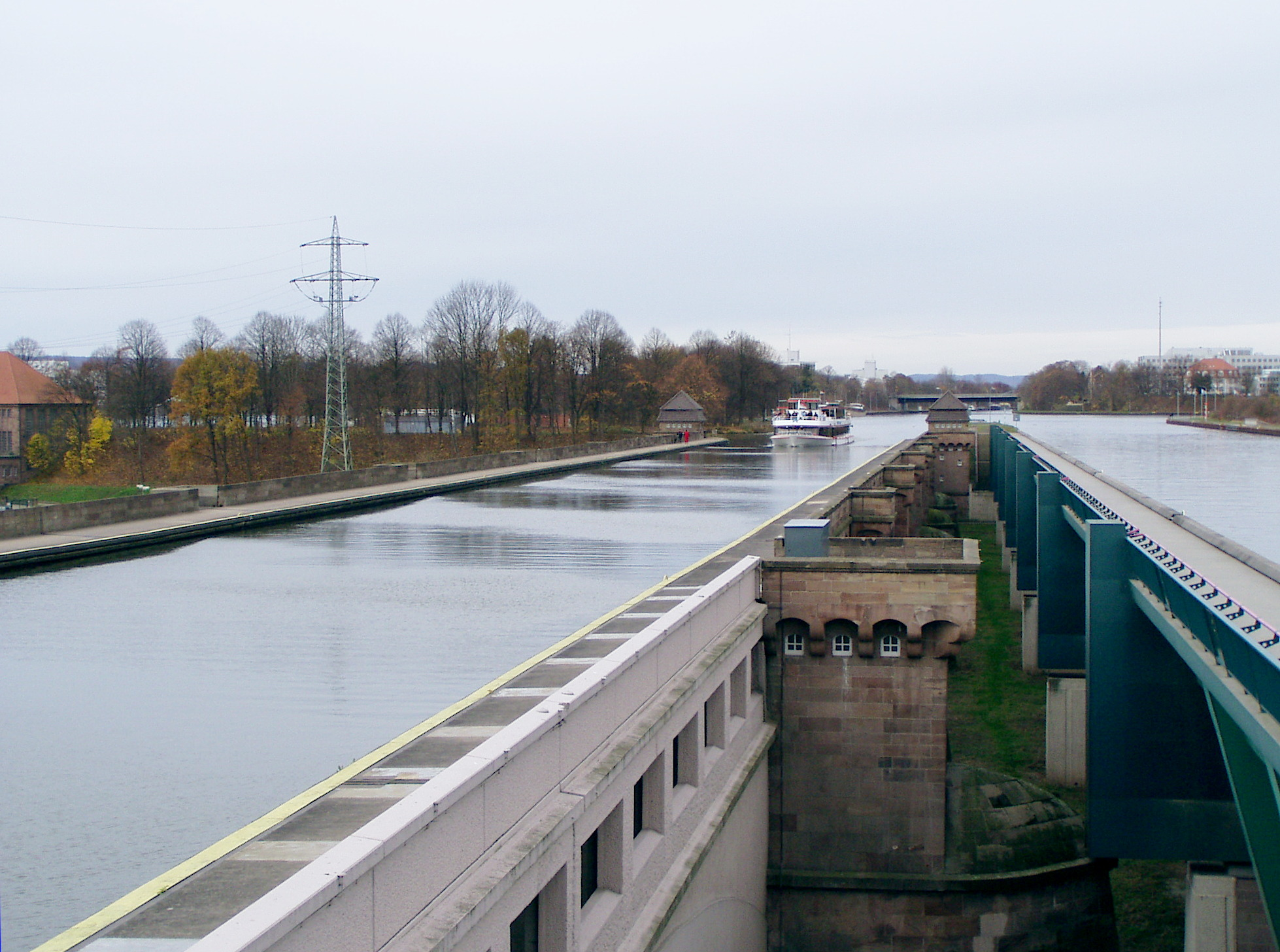
Aquedutos antigo e novo perto de Minden.

Panorama do porto de Braunschweig no Mittellandkanal em Watenbüttel, Braunschweig.

- Ibbenbüren
- Osnabrück (via ramal lateral)
- Bramsche
- Lübbecke
- Minden
- Garbsen
- Hanôver
- Sehnde
- Hildesheim (via ramal lateral)
- Peine
- Salzgitter (via ramal lateral)
- Braunschweig
- Wolfsburg
- Haldensleben
- Magdeburg

## Estruturas notáveis
- Aqueduto de Minden (52° 18′ 12″ N, 8° 55′ 54″ L)
- Ponte Aquática de Magdeburgo (52° 13′ 51″ N, 11° 42′ 05″ L)

## Galeria

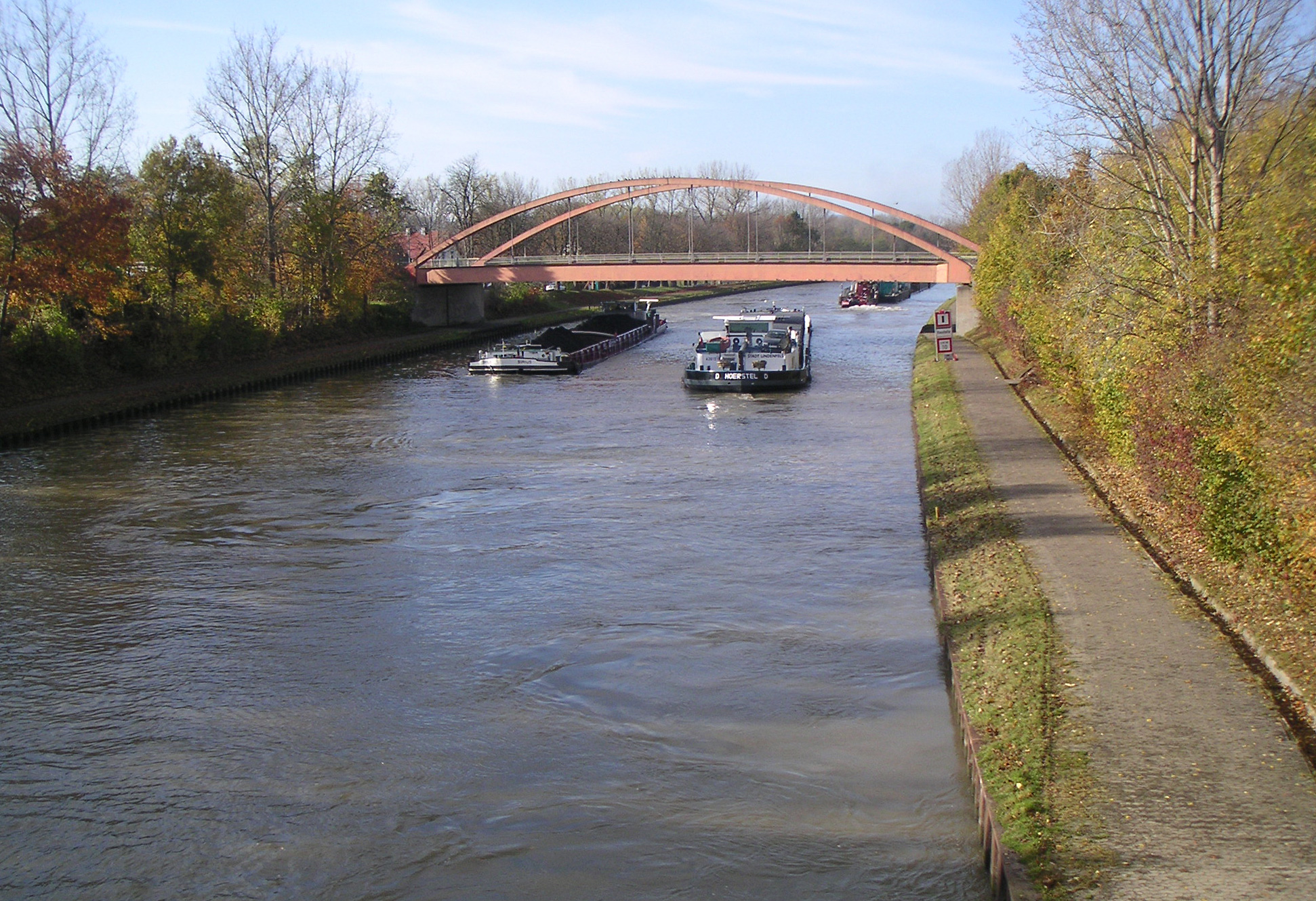
O Mittellandkanal perto de Minden.
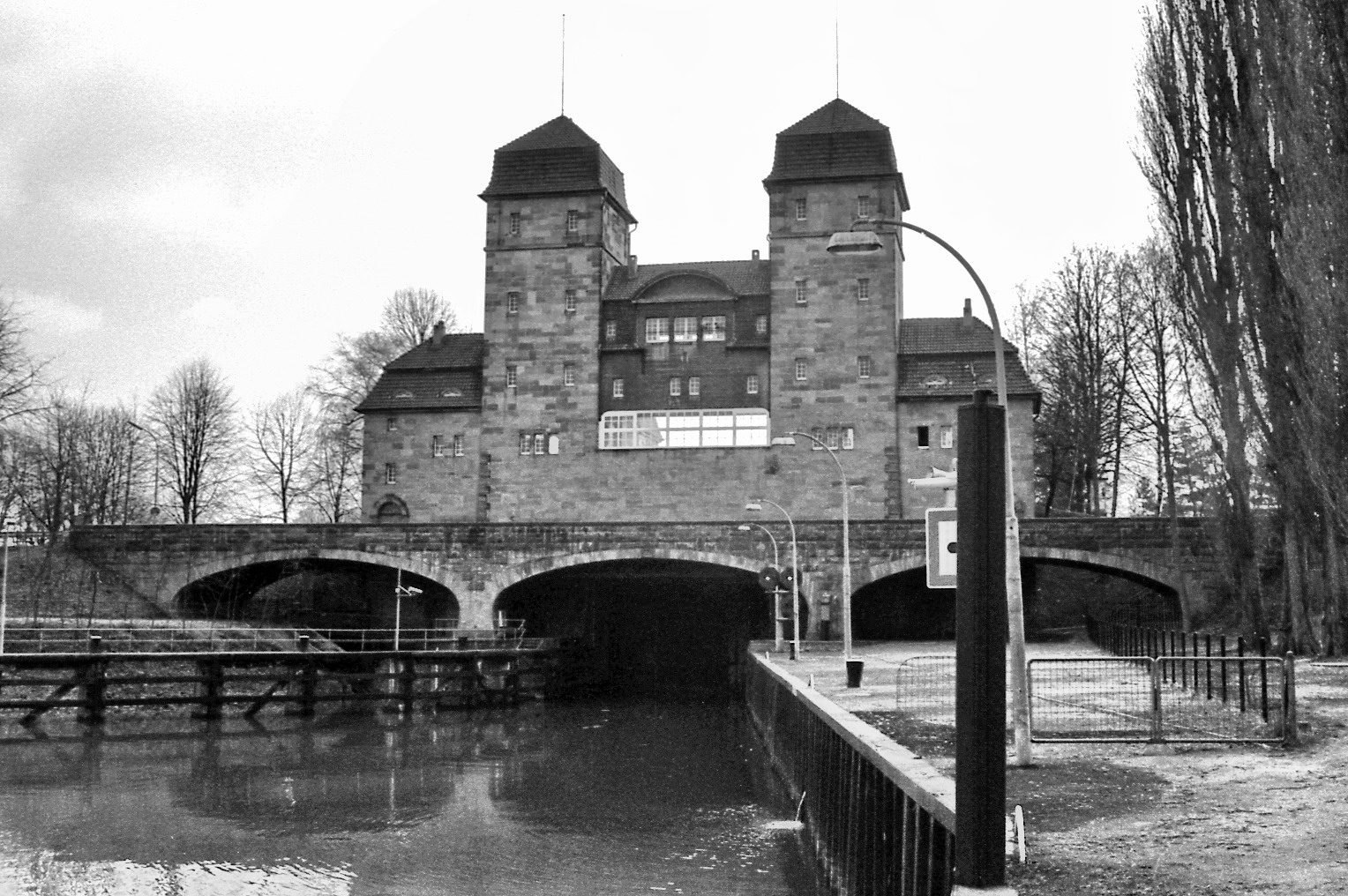
Rio Weser em Minden  (1977).
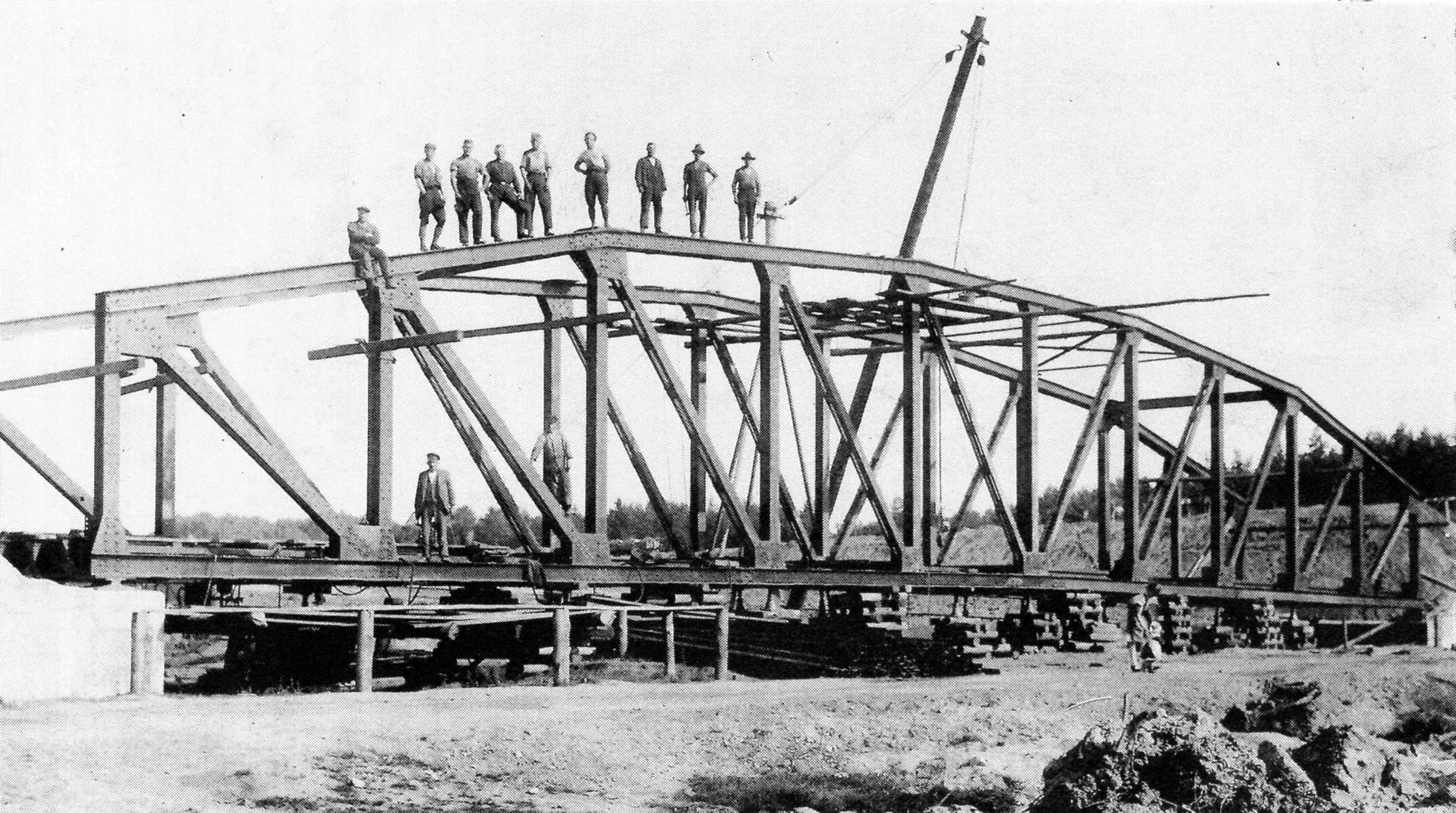
Ponte em construção sobre o Mittellandkanalr perto Sophiental, Wendeburg (1928).